# Ассакалов Рустам Схатбійович
Рустам Схатбійович Ассакалов (рос. Рустам Схатбиевич Ассакалов; нар. 13 липня 1984, Адигейська автономна область, РРФСР, СРСР) — російський і узбецький борець греко-римського стилю, срібний та бронзовий призер чемпіонатів світу, дворазовий чемпіон, срібний та бронзовий призер чемпіонатів Азії, чемпіон, срібний та бронзовий призер Азійських ігор, чемпіон та бронзовий призер Ігор ісламської солідарності, учасник Олімпійських ігор.

## Біографія
Народився в Адигеї, коли хлопцеві виповнився рік, його родина переїхала до станиці Натухаєвська, де і зараз живуть його батьки. Боротьбою почав займатися з 1995 року. Батько сам у минулому був борцем і привів дев'ятирічного сина до новоросійської ДЮСШ «Вікторія». Першим тренером був Володимир Ілліч Холодаєв. У 1999 році Ассакалова запросили до Краснодара, в училище олімпійського резерву. У 2009 році він став бронзовим призером чемпіонату Росії. Вважає, що його відверто засудили в поєдинку за вихід до фіналу. Бронзова нагорода не давала змоги виступати за збірну на турнірах найвищого рівня, тому Ассакалов вирішив покинути Росію. Хотів отримати українське громадянство, але для цього у нього попросили узяти фіктивний шлюб. Рустам на той час вже був одруженим, тому відмовився. Юрій Патрикєєв запропонував приїхати в Узбекистан і Ассакалов погодився. З 2012 року бореться за збірну команду цієї країни. Виступає за спортивний клуб «Динамо» Ташкент.

### Родина
Два брати Рустама Ассакалова Руслан і Біслан — теж доволі відомі борці. Молодший брат Біслан Ассакалов у 2011 році виграв першість світу серед кадетів. У 2014 році завоював бронзову медаль на чемпіонаті Росії серед дорослих.

## Спортивні результати на міжнародних змаганнях

### Виступи на Олімпіадах
| Змагання                    | Збірна     | Вагова категорія                 | Місце |
| --------------------------- | ---------- | -------------------------------- | ----- |
| Літні Олімпійські ігри 2016 | Узбекистан | греко-римська боротьба, до 85 кг | 8     |
| Літні Олімпійські ігри 2020 | Узбекистан | греко-римська боротьба, до 87 кг | 8     |

### Виступи на Чемпіонатах світу
| Змагання                        | Збірна     | Вагова категорія                 | Місце  |
| ------------------------------- | ---------- | -------------------------------- | ------ |
| Чемпіонат світу з боротьби 2013 | Узбекистан | греко-римська боротьба, до 84 кг | 9      |
| Чемпіонат світу з боротьби 2014 | Узбекистан | греко-римська боротьба, до 85 кг | 12     |
| Чемпіонат світу з боротьби 2015 | Узбекистан | греко-римська боротьба, до 85 кг | Срібло |
| Чемпіонат світу з боротьби 2017 | Узбекистан | греко-римська боротьба, до 98 кг | 5      |
| Чемпіонат світу з боротьби 2018 | Узбекистан | греко-римська боротьба, до 87 кг | 10     |
| Чемпіонат світу з боротьби 2019 | Узбекистан | греко-римська боротьба, до 87 кг | Бронза |
| Чемпіонат світу з боротьби 2022 | Узбекистан | греко-римська боротьба, до 97 кг | 7      |
| Чемпіонат світу з боротьби 2023 | Узбекистан | греко-римська боротьба, до 97 кг | 12     |

### Виступи на Чемпіонатах Азії
| Змагання                       | Збірна     | Вагова категорія                 | Місце  |
| ------------------------------ | ---------- | -------------------------------- | ------ |
| Чемпіонат Азії з боротьби 2013 | Узбекистан | греко-римська боротьба, до 84 кг | Золото |
| Чемпіонат Азії з боротьби 2014 | Узбекистан | греко-римська боротьба, до 85 кг | Срібло |
| Чемпіонат Азії з боротьби 2015 | Узбекистан | греко-римська боротьба, до 85 кг | Золото |
| Чемпіонат Азії з боротьби 2017 | Узбекистан | греко-римська боротьба, до 98 кг | Бронза |
| Чемпіонат Азії з боротьби 2018 | Узбекистан | греко-римська боротьба, до 97 кг | Золото |
| Чемпіонат Азії з боротьби 2019 | Узбекистан | греко-римська боротьба, до 87 кг | Бронза |
| Чемпіонат Азії з боротьби 2020 | Узбекистан | греко-римська боротьба, до 87 кг | 5      |
| Чемпіонат Азії з боротьби 2021 | Узбекистан | греко-римська боротьба, до 87 кг | Бронза |
| Чемпіонат Азії з боротьби 2022 | Узбекистан | греко-римська боротьба, до 97 кг | Срібло |

### Виступи на Азійських іграх
| Змагання           | Збірна     | Вагова категорія                 | Місце  |
| ------------------ | ---------- | -------------------------------- | ------ |
| Азійські ігри 2014 | Узбекистан | греко-римська боротьба, до 85 кг | Золото |
| Азійські ігри 2018 | Узбекистан | греко-римська боротьба, до 87 кг | Срібло |
| Азійські ігри 2022 | Узбекистан | греко-римська боротьба, до 97 кг | Бронза |

### Виступи на Іграх ісламської солідарності
| Змагання                          | Збірна     | Вагова категорія                 | Місце  |
| --------------------------------- | ---------- | -------------------------------- | ------ |
| Ігри ісламської солідарності 2017 | Узбекистан | греко-римська боротьба, до 98 кг | Бронза |
| Ігри ісламської солідарності 2022 | Узбекистан | греко-римська боротьба, до 97 кг | Золото |

### Виступи на інших змаганнях
| Змагання                                                      | Збірна     | Вагова категорія                 | Місце  |
| ------------------------------------------------------------- | ---------- | -------------------------------- | ------ |
| Олімпійський кваліфікаційний турнір з боротьби 2012 (Астана)  | Узбекистан | греко-римська боротьба, до 84 кг | Бронза |
| Олімпійський кваліфікаційний турнір з боротьби 2012 (Тайюань) | Узбекистан | греко-римська боротьба, до 84 кг | 0      |
| Кубок Азовмаша 2012                                           | Узбекистан | греко-римська боротьба, до 84 кг | Бронза |
| Турнір Івана Піддубного 2013                                  | Узбекистан | греко-римська боротьба, до 84 кг | Бронза |
| Турнір Вехбі Емре 2013                                        | Узбекистан | греко-римська боротьба, до 96 кг | 13     |
| Кубок Азовмаша 2013                                           | Узбекистан | греко-римська боротьба, до 84 кг | Бронза |
| Турнір Вехбі Емре 2014                                        | Узбекистан | греко-римська боротьба, до 85 кг | 5      |
| Золотий Гран-прі з боротьби 2014 (Баку)                       | Узбекистан | греко-римська боротьба, до 85 кг | Бронза |
| Турнір Вехбі Емре і Гаміта Каплана 2015                       | Узбекистан | греко-римська боротьба, до 85 кг | Бронза |
| Кубок Президента Казахстану з боротьби 2015                   | Узбекистан | греко-римська боротьба, до 85 кг | Бронза |
| Золотий Гран-прі з боротьби 2015                              | Узбекистан | греко-римська боротьба, до 85 кг | 9      |
| Турнір Івана Піддубного 2016                                  | Узбекистан | греко-римська боротьба, до 85 кг | 5      |
| Кубок Владислава Пітласинські 2016                            | Узбекистан | греко-римська боротьба, до 85 кг | 5      |
| Турнір Івана Піддубного 2017                                  | Узбекистан | греко-римська боротьба, до 98 кг | 18     |
| Меморіал Олега Караваєва 2017                                 | Узбекистан | команда                          | 5      |
| Турнір Івана Піддубного 2018                                  | Узбекистан | греко-римська боротьба, до 97 кг | 7      |
| Турнір Г. Картозія і В. Балавадзе 2018                        | Узбекистан | греко-римська боротьба, до 87 кг | 10     |
| Кубок Алроси 2018                                             | Узбекистан | команда                          | Срібло |
| Меморіал Олега Караваєва 2019                                 | Узбекистан | греко-римська боротьба, до 87 кг | 15     |
| Київський Міжнародний турнір з боротьби 2021                  | Узбекистан | греко-римська боротьба, до 87 кг | Бронза |
| Кубок Владислава Пітласинські 2021                            | Узбекистан | греко-римська боротьба, до 87 кг | Бронза |
| Турнір Вехбі Емре і Гаміта Каплана 2022                       | Узбекистан | греко-римська боротьба, до 97 кг | Золото |
| Меморіал Болата Турлиханова 2022                              | Узбекистан | греко-римська боротьба, до 97 кг | Бронза |
| Відкритий чемпіонат Загреба з боротьби 2023                   | Узбекистан | греко-римська боротьба, до 97 кг | 7      |
| Турнір К. У. Кожомкула і Р. Санатбаєва 2023                   | Узбекистан | греко-римська боротьба, до 97 кг | 9      |
| Турнір Яшара Догу, Вехбі Емре і Гаміта Каплана 2024           | Узбекистан | греко-римська боротьба, до 97 кг | 12     |